# رايموند إتش ويلكينز
رايموند إتش ويلكينز (بالإنجليزية: Raymond H. Wilkins)‏ هو عسكري أمريكي، ولد في 28 سبتمبر 1917 في بورتسموث في الولايات المتحدة، وتوفي في 2 نوفمبر 1943 في رابول في بابوا غينيا الجديدة بسبب قتل في المعركة.